# Евтим Юруков
Евтим Стоянов Юруков е български революционер, деец на Вътрешната македоно-одринска революционна организация.

## Биография
Евтим Юруков е роден на 3 януари 1873 година в струмишкото село Василево, тогава в Османската империя. Остава без образование. Присъединява се към ВМОРО. Между 1900 и 1905 година е войвода на селската чета на Василево. През 1905 година е арестуван и лежи 6 месеца в солунския затвор Беяз куле. Когато е освободен от затвора, става нелегален. От 1906 година живее в Кюстендил.
През Балканските войни е доброволец в Македоно-одринското опълчение, служи в 1-ва рота на 7-а кумановска дружина. През Първата световна война служи в 12-а рота на 5-и пехотен македонски полк от 11-а македонска дивизия.